# Carmel Conway
Carmel Conway (* 20. Jahrhundert in Limerick) ist eine irische Sängerin.

## Überblick
Ihr Debütalbum This Beautiful Day wurde im Oktober 2008 in Irland publiziert. Unlängst beendete sie eine Auftrittsserie in Los Angelas, Monterey, New York, Boston und Connecticut zusätzlich zu ihren Gastauftritten mit Künstlern wie The Chieftains, Nanci Griffith und Paul Brady in den Vereinigten Staaten und in Irland.

## Leben
Carmel Conway erhielt seit früher Kindheit privaten Gesangsunterricht. In diesen jungen Jahren gewann sie viele irische Stimmwettbewerbe. Sie sang schon an Orten wie der Walt Disney Hall Los Angeles, das Kimmel Center Philadelphia, die National Concert Hall in Dublin, die Waterfront Hall in Belfast und die University Concert Hall Limerick.
Mit einem Wechsel musikalischer Schwerpunkte gegen Ende des Jahres 2006, begannen Carmels Vorbereitungen für ihr Debütalbum, das von Dezember 2007 bis Februar 2008 mit dem irischen Film Orchester aufgenommen wurde. Das Album wurde von der Arrangeur und Produzent Fiachra Trench mit Elvis Costello, Van Morrison, The Corrs produziert und beinhaltet eine Auswahl Lieder, die sich von Pop-Balladen bis zu ursprünglichem zeitgenössischen Material erstreckt.